# Kościół św. Michała Archanioła w Łukowie
Kościół św. Michała Archanioła w Łukowie – drewniany rzymskokatolicki kościół parafialny zlokalizowany w Łukowie w gminie Oborniki (województwo wielkopolskie). Do rejestru zabytków wpisany został 12 grudnia 1932.

## Historia
Pierwszy kościół wzniesiono we wsi przed 1397, a obecny powstał w 1780. W 1831 odbyła się w nim pasterka, w której uczestniczył Adam Mickiewicz, a towarzyszyli mu brat Franciszek oraz Wincenty Pol i Stefan Garczyński. Franciszek Mickiewicz zamieszkiwał w Łukowie do 1859, a Adam przebywał tu w gościnie u Grabowskich. Była to ostatnia pasterka Adama Mickiewicza w Polsce. Świątynia była remontowana w latach: 1824, 1949 i 1979.

## Architektura
Świątynia zbudowana jest w konstrukcji zrębowej. Kryta jest dachem gontowym. Podwalina oszalowana jest fartuchem gontowym. Nad kruchtą (od zachodu) wznosi się wieża kryta dachem czterospadowym. Wisi w niej dzwon z XVI wieku.

## Wnętrze i wyposażenie
Wnętrze podzielone jest dwiema parami kolumn na trzy nawy, przy czym środkowa (najszersza) oraz prezbiterium przykryte są pozornym sklepieniem kolebkowym o równej wysokości. Nawy boczne kryją stropy. Po południowej stronie nawy istnieje loża kolatorska.
Zachowało się bogate, rokokowe wyposażenie, pochodzące przede wszystkim z XVII-XVIII wieku, m.in. obraz Madonny z Dzieciątkiem (XVII wiek), a także obraz Sztuka umierania (Ars Moriendi) z 1753 autorstwa Wacława Graffa. Oprócz tego na uwagę zasługują rzeźby św. Stanisława Biskupa i św. Hieronima (XVII wiek), figury na belce tęczowej, świecznik w kształcie putta z rogiem obfitości, anioł z trąbą, tablica z dziesięciorgiem przykazań, ambona i chrzcielnica wyrzeźbiona z jednego pnia. W kruchcie wiszą tablice pamiątkowe:
- upamiętniająca udział Adama Mickiewicza w pasterce w roku 1831,
- upamiętniająca księdza Antoniego Nieprzeckiego, dziekana obornickiego, plebana łukowskiego, zm. 1 kwietnia 1851[6].

## Otoczenie
Przy kościele istnieje Izba Pamięci, w której umieszczono ekspozycję poświęconą Adamowi i Franciszkowi Mickiewiczom. Obok świątyni znajdują się XIX-wieczne mogiły Jakuba i Zuzanny Dziubińskich (zmarli 1888).